# 11688 Амандуґан
11688 Амандуґан (1998 FG53, 1978 RU6, 11688 Amandugan) — астероїд головного поясу, відкритий 20 березня 1998 року.
Тіссеранів параметр щодо Юпітера — 3,586.